# Jacob Bertram
Peter Jacob Franz Bertram (* 20. September 1779 in Hachenburg; † 26. Juni 1857 in Wiesbaden) war Weinhändler und Politiker im Herzogtum Nassau.

## Leben
Jacob Bertram war der Sohn des Johann Albert Bertram (* 8. März 1734 in Hachenburg; † 16. Januar 1801 ebenda) und dessen Ehefrau Anna Elisabeth geborene Fischer. Bertram, der katholischer Konfession war, heiratete am 28. September 1801 in Hachenburg Johanette Dorothea, geborene Rösgen (1780–1848). Aus der Ehe gingen die Söhne Franz Bertram und Philipp Bertram hervor.
Bertram war Inhaber einer Weinhandlung in Hachenburg. Um 1822 zog er nach Wiesbaden und übernahm dort die Gaststätte Zum Einhorn. 1826 zog er nach Biebrich um und gründete dort 1827 die Weinhandlung Bertram.

## Politik
1819 wurde er in einer Nachwahl für Georg Buderus I aus der Gruppe der Gewerbetreibenden in die Deputiertenkammer der Landstände des Herzogtums Nassau gewählt. 1822 legte er das Mandat nieder und 1823 wurde Michael Diez in einer Nachwahl für ihn gewählt. 1832 wurde er erneut in die Deputiertenkammer gewählt. Nachdem das Mandat aberkannt wurde, wurde Daniel Düringer in einer Nachwahl an seiner Stelle gewählt.